# Brassavola harrisii
Brassavola harrisii är en orkidéart som beskrevs av Henry Gordon Jones. Brassavola harrisii ingår i släktet Brassavola och familjen orkidéer.
Artens utbredningsområde är Jamaica. Inga underarter finns listade i Catalogue of Life.